# Shariff Aguak

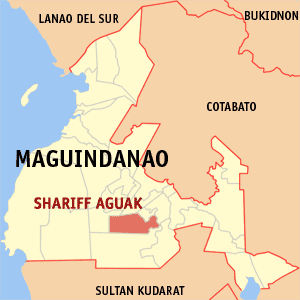
Shariff Aguaks läge i provinsen Maguindanao.

Shariff Aguak är en kommun och en ort på ön Mindanao i Filippinerna. Den är administrativ huvudort för provinsen Maguindanao i regionen Muslimska Mindanao.
Shariff Aguak räknas officiellt inte som stad utan är en kommun. Kommunen är indelad i 25 smådistrikt, barangayer, varav 22 är klassificerade som landsbygdsdistrikt och 3 som tätortsdistrikt. Hela kommunen har 49 531 invånare (folkräkning 1 maj 2000) varav 8 671 invånare bor i centralorten.